# علیرضا سهرابیان
علیرضا سهرابیان مقدم عضو تیم ملی قایقرانی ایران در دوره‌های ششم و هفتم مسابقات قهرمانی آسیا بود.
متولد اول خرداد ۱۳۵۰ در شهرستان بندر انزلی استان گیلان
- مدیر کل تربیت بدنی سازمان مرکزی دانشگاه آزاد اسلامی در سالهای ۱۳۸۷–۱۳۸۹
- دبیرکل فدراسیون قایقرانی و نایب رئیس فدراسیون قایقرانی از سال ۱۳۹۰–۱۳۹۲
- رئیس کمیته تحقیق و پژوهش فدراسیون قایقرانی
- عضو هیئت رئیسه فدراسیون ورزش ملی دانشجویی جمهوری اسلامی ایران
- عضو هیئت رئیسه فدراسیون قایقرانی جمهوری اسلامی ایران
- عضو هیئت رئیسه انجمن هنرهای رزمی هاپکیدو ایران
- نایب رئیس سبک رزمی دراگون اسپورت
- مدیرعامل برتر ورزش کشور در سال ۱۳۸۸
- عضو انجمن علمی مدیریت ورزشی ایران
- پژوهشگر برتر دانشکده علوم تربیتی و مشاوره دانشگاه آزاد اسلامی واحد رودهن در سال ۱۳۹۶
- داوررسمی فدراسیون جهانی قایقرانی
- عضو هیئت علمی تمام وقت دانشگاه آزاد اسلامی
- رییس فدراسیون قایقرانی جمهوری اسلامی ایران از سال 1397
- عضو هیات اجرایی کمیته ملی المپیک
- نایب رییس کنفدراسیون قایقرانی آسیا

## ششمین دوره مسابقات قهرمانی آسیا(۱۳۷۴–۱۹۹۵) سی شوآن-چین
تورینگ دونفره۵۰۰ متر- محسن میلاد و علیرضا سهرابیان - مدال نقره

## هفتمین دوره مسابقات قهرمانی آسیا(۱۳۷۶–۱۹۹۷)کره جنوبی
تورینگ دونفره۵۰۰ متر- علیرضا سهرابیان و حسین فتح علیزاده- مدال نقره

## مسابقات بین‌المللی هنرهای رزمی راه ابریشم (۱۳۸۲–۲۰۰۳) آذربایجان - باکو
عنوان سوم +۹۰ (به همراه تیم دانشگاه آزاد اسلامی)

## پنجمین دوره مسابقات قهرمانی آسیا قایقرانی، هیروشیما ژاپن
عنوان چهارم

## مسابقات بازیهای آسیایی، تایلند
عنوان چهارم